# Винтокрылый летательный аппарат
Винтокры́лый летательный аппарат — летательный аппарат тяжелее воздуха, полёт которого, главным образом, осуществляется за счёт подъёмной силы, создаваемой одним или несколькими несущими винтами. Общее название для всех аэродинамических летательных аппаратов, использующих несущий винт либо несколько таких винтов для полёта.
Происходит от слов винт и крыло, подразумевает использование плоскости воздушного винта в качестве опорной поверхности. В английском языке этот класс летательных аппаратов называется rotorcraft либо rotary wing aircraft.
К винтокрылым относят следующие типы летательных аппаратов:
- Вертолёт (зарубежное название геликоптер) — летательный аппарат мультироторной схемы с основным несущим винтом (винтами), который обеспечивает взлёт и посадку, горизонтальный полёт и маневрирование только за счёт автомата перекоса лопастей. В вертолётной схеме можно обойтись без дополнительных «самолётных» элементов: рулевого оперения, тянущих или толкающих винтов (если даже есть рулевой винт, то он намного легче и проще), зачастую колёсного шасси — поэтому она является самой совершенной схемой для длительного висения в штиль в весовом отношении. На сегодня самый распространённый тип винтокрылой техники.
- Автожир (зарубежные названия гирокоптер, гироплан, ротаплан) — летательный аппарат, сочетающий в себе самолётную и вертолётную схему. При горизонтальном полёте свободно вращающийся винт заменяет крыло самолёта (полёт в режиме авторотации), при этом используется дополнительный движитель (винт). Из-за отсутствия передаваемого на несущий винт вращающего момента не требует хвостового рулевого винта . Для взлёта и посадки требуется небольшой пробег. Допустимы вертикальная посадка и взлёт, но при предварительной значительной раскрутке несущего винта. Исторически первый взлетевший тип винтокрылого летательного аппарата.
- Винтокрыл (зарубежные названия гелиплан, гиродин) — то же, что и автожир, но для большей управляемости в горизонтальном полёте применяются хвостовые рули. Х-крыло — вариант винтокрыла, летательного аппарата, винт которого в полёте на большой скорости фиксируется, выполняя роль крыла самолёта. На сегодня реализована в единственном концепте Sikorsky S-72.
- Конвертоплан — летательный аппарат, осуществляющий взлёт на несущих винтах, которые в горизонтальном полёте поворачиваются и используются в качестве тянущих. Самый близкий к самолётам вариант, так как в горизонтальном полёте удерживается крылом самолётного типа. Принято относить к винтокрылой технике только из-за большого относительного размера винтов, сравнимого с размахом крыла. Если конвертоплан способен взлетать и садиться с неполным разворотом (или вообще без разворота) винтов в вертикальное положение, то его принято считать самолётом вертикального взлёта и посадки (СВВП).
- Аэрогибрид — летательный аппарат, сочетающий в себе самолётную схему с толкающим или тянущим винтом для горизонтального полёта и дополнительную мультироторную схему, например квадрокоптерную раму прикрепляемую к крыльям, для вертикального взлёта, посадки и висения. В отличие от конвертоплана использует фиксированные двигатели с воздушными винтами без поворотной механики. Отличается от самолётной схемы вертикального взлёта и посадки (СВВП) гораздо меньшей ветроустойчивостью и меньшей дальностью полёта. Компромиссная схема с множеством эксплуатационных ограничений.
- Гиропланер (зарубежные названия: гирокайт, гироглайдер, роторкайт) — безмоторный летательный аппарат осуществляющий планирующий полёт или полёт на привязи, буксире с помощью несущих винтов (ротошютов). В таком полёте несущие винты работают в режиме авторотации или ветротурбины. Данные винтокрылые летательные аппараты пытались активно применять в период Второй мировой войны в качестве бескупольных систем посадки (ротошютов), буксируемых аппаратов коллективного десантирования и буксируемых автожиров для наблюдения (Rotabuggy, Focke-Achgelis FA-330 Bachstelze).